# 生島氏
生島氏（いくしまし）は、平安時代から江戸時代にかけての武家・地下家。
江戸時代には桂宮家の諸大夫を務めた。生嶋氏とも。

## 出自
『地下家伝』によると、平経盛の子・平経正と二条法眼維禅の娘との間に生まれた経菊丸が祖とされる。経菊丸は治承3年（1179年）に生まれ、外祖父の維禅から笛の技術を受け継ぎ、文治2年（1186年）3月12日には守覚法親王の執奏によって後白河院の仙洞御所への参内を許された。
建久7年（1196年）には出家して源勝を名乗り、後鳥羽院の洞中に参内することも許された。元久2年（1205年）には院宣によって摂津国川辺郡生島を所領とし生島を姓とした。
源勝の7世孫の円性以降には伏見宮家に仕え、円性の孫・明盛は後崇光院の蔵人に補された。明盛の4世孫の長治以降は八条宮（後の桂宮）に代々仕えた。